# تایجیتی (قمر)

انیمیشنی از حرکت قمر تایجیتی

تایجیتی (انگلیسی: Taygete) یکی از قمرهای سیاره مشتری است.
این قمر که در سال ۲۰۰۰ میلادی توسط اخترشناسان دانشگاه هاوایی کشف شده پنج کیلومتر قطر دارد و در اکتبر ۲۰۰۲ نام‌گذاری شده است.